# Vule Avdalović
Vule Avdalović (Gacko, Yugoslavia, actual Bosnia-Herzegovina, 24 de noviembre de 1981) es un exjugador serbio de baloncesto. Con 1.94 metros de estatura, jugaba en el puesto de base.

## Trayectoria
Empezó jugando en las categorías inferiores del KK Partizan de Belgrado, hasta que en la temporada 1998-99 llegó al primer equipo. En el equipo serbio estuvo hasta 2005, siendo cedido al Astra Banka Beograd la temporada 2000-01. En el Partizan disputó primero la Liga de baloncesto de Yugoslavia, hasta que la temporada 2003-04, el equipo pasó a jugar la Liga de baloncesto de Serbia y Montenegro.
La temporada 2005-06 pasó a jugar en el Pamesa Valencia de la Liga ACB de España. Al finalizar la temporada 2008-09, el club valenciano no le renovó el contrato y firmó por una temporada con el Club Baloncesto Lucentum Alicante, además de renunciar a jugar el Eurobasket 2009 con la Selección de baloncesto de Serbia.
En 2010 el jugador serbio dejó España para firmar con el Cholet Basket de la Liga Nacional de Baloncesto de Francia, donde ha cumplió con creces (10.6 puntos, 1.9 rebotes y 3.3 asistencias en la liga francesa). 
En 2011 recaló en el BC Donetsk de la Superliga de Baloncesto de Ucrania, un clásico del baloncesto de aquel país.

## Lesiones
La prometedora carrera del base-escolta ha sido interrumpida por dos lesiones graves que han cortado su progresión.

## Selección nacional
Avdalović fue internacional con la Selección de baloncesto de Yugoslavia, tanto en categoría absoluta, como sub-20 y universitaria. Posteriormente, pasó a integrar la Selección de baloncesto de Serbia y Montenegro, con la que disputó varios campeonatos de primer nivel.

### Participaciones en Campeonatos del Mundo
| Mundobasket                              | Sede  | Resultado   |
| ---------------------------------------- | ----- | ----------- |
| Campeonato Mundial de Baloncesto de 2006 | Japón | 8° de final |

### Participaciones en Juegos Olímpicos
| Juegos                   | Sede   | Resultado    |
| ------------------------ | ------ | ------------ |
| Juegos Olímpicos de 2004 | Atenas | Primera fase |

### Participaciones en Campeonatos de Europa
| Eurobasket                            | Sede      | Resultado    |
| ------------------------------------- | --------- | ------------ |
| Campeonato Europeo de Baloncesto 2003 | Estocolmo | 4º de final  |
| Campeonato Europeo de Baloncesto 2005 | Belgrado  | Segunda fase |

### Participaciones en Universiadas
| Universiada          | Sede  | Resultado |
| -------------------- | ----- | --------- |
| Universiadas de 2001 | Pekín | Campeón   |

## Palmarés

### Campeonatos nacionales
- 2 Ligas de Yugoslavia (2002 y 2003).
- 2 Ligas de Serbia y Montenegro (2004 y 2005).
- 2 Copas de Yugoslavia (1999 y 2002).
- 1 subcampeonato de la Liga del Adriático (2005).
- 2 subcampeonatos de la Liga de Yugoslavia (2000 y 2001).
- 1 subcampeonato de la Copa de Yugoslavia (2001).
- 1 subcampeonato de la Copa de Serbia y Montenegro (2005).
- 1 subcampeonato de la Copa del Rey (2006).